# Андреј Гланцман
Андреј Гланцман (27. март 1907. — 23. јун 1988) био је румунски међународни фудбалски нападач и тренер .

## Каријера
Каријеру у клупском фудбалу провео је у ФК Орадеа између 1929–1930, отишао је на позајмицу у Рипенсију из Темишвара 1930., а вратио се у Орадеу крајем 1935.
Гланцман је имао тринаест наступа и постигао два гола за фудбалску репрезентацију Румуније. Изабран је у тим за финале ФИФА Светског купа 1930, али није играо.